# RDRAM

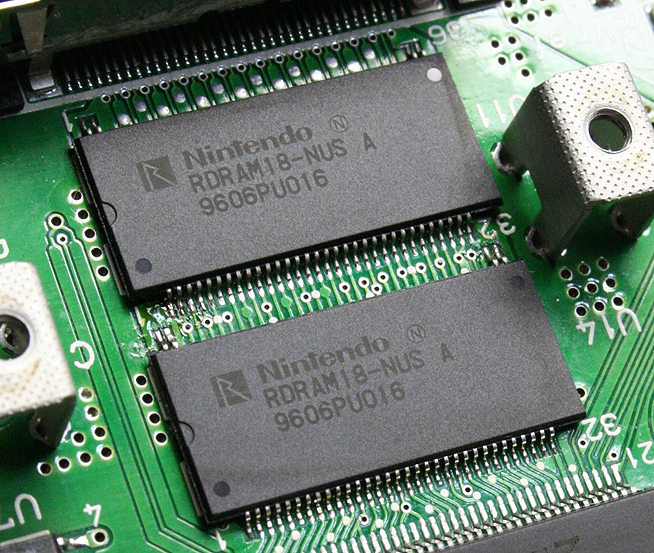
Par de chips RDRAM que conforman la memoria de una consola Nintendo 64

La RDRAM es un tipo de memoria síncrona, conocida como Rambus DRAM. Este es un tipo de memoria de siguiente generación a la DRAM en la que se ha rediseñado la DRAM desde la base pensando en cómo se debería integrar en un sistema.
El modo de funcionar de estas memorias es diferente a las DRAM, cambios producidos en una serie de decisiones de diseño que no buscan solo proporcionar un alto ancho de banda, sino que también solucionan los problemas de granularidad y número de pines. Este tipo de memoria se utilizó en la videoconsola Nintendo 64 de Nintendo y otros aparatos de posterior salida, como la PlayStation 2.

## Características RDRAM
Una de las características más destacable dentro de las RDRAM es que su ancho de palabra es de tan solo 16 bits comparado con los 64 a los que trabajan las SDRAM, y también trabaja a una velocidad mucho mayor, llegando hasta los 400 MHz. Al trabajar en flancos positivos y negativos, se puede decir que puede alcanzar unos 800 MHz virtuales o equivalentes; este conjunto le da un amplio ancho de banda. Por eso, a pesar de diseñarse como alternativa a la SDR SDRAM, se convirtió en competidora de la DDR SDRAM.
En la época en la que se diseñaron supusieron un gran reto para los ingenieros, debido principalmente a la necesidad de utilizar chips estables a alta frecuencia, lo que requería un silicio especialmente puro y que encareció el precio de las memorias por encima de sus competidoras.
Posteriormente nos encontramos que la frecuencia principal de las RDRAM llegó a los 1200 MHz,  incorporando dos canales RDRAM separados, a 1200 MHz en un solo módulo RIMM 4800. Además, han pasado de RIMMs de 16 bits a conseguir módulos de 32 y 64 bits.
- Datos: Q875237
- Multimedia: RDRAM / Q875237